# Christian Moser
Christian Moser (n. 27 februarie 1969, Villach, Carintia, Austria) este un săritor cu schiurile ce a reprezentat Austria, medaliat olimpic. A participat la o ediție a Jocurilor Olimpice (1994) în care a câștigat o medalie de bronz.

## Participări
Lista de mai jos prezintă principalele competiții la care a participat Christian Moser de-a lungul carierei.
- Skihopping under Vinter-OL 1994 – Laghopp[*]